# Melissodes blanda
Melissodes blanda là một loài Hymenoptera trong họ Apidae. Loài này được LaBerge mô tả khoa học năm 1956.